# Pirionimyia moyobambensis
Pirionimyia moyobambensis là một loài ruồi trong họ Tachinidae.